# Amanzia Guérillot

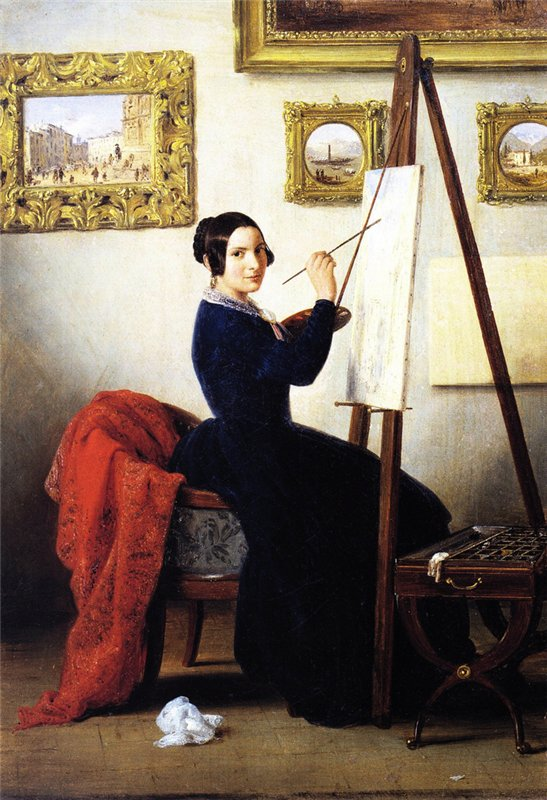
Angelo Inganni: Porträt von Amanzia Guérillot im Atelier (1847/1848). Im Hintergrund sind Werke von ihr zu sehen, z. B. links Piazza del Duomo e l’isolato del Rebecchino.

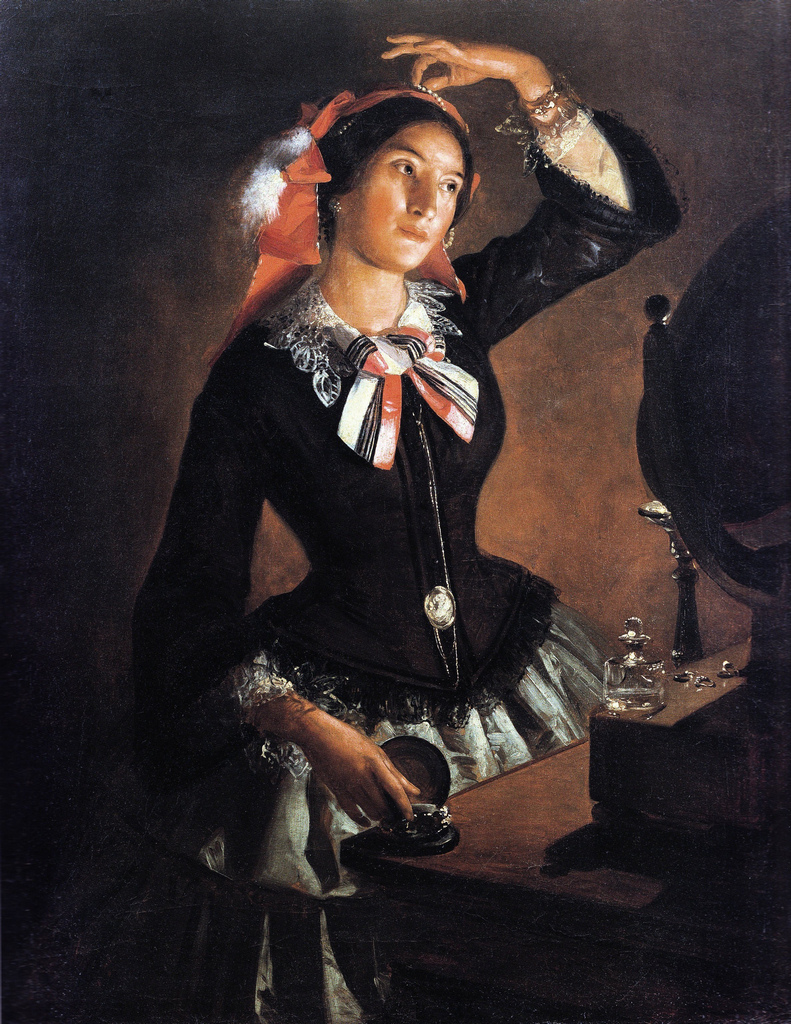
Angelo Inganni: Porträt von Amanzia Guérillot vor dem Spiegel (1856)

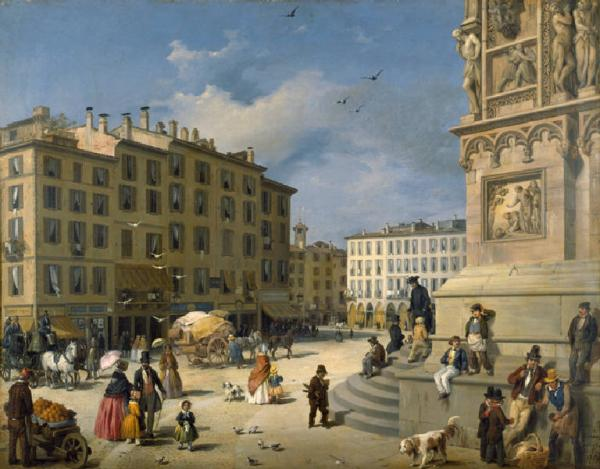
Piazza del Duomo e l’isolato del Rebecchino

Amanzia Ammirata Guérillot, verheiratet Amanzia Inganni und Amanzia Antoniani (* 2. Dezember 1828 in Mailand; † 1. Dezember 1905), war eine italienische Malerin. Sie malte vorwiegend romantische Veduten und Stillleben. Viele ihrer Werke wurden irrtümlich ihrem ersten Ehemann, dem Maler Angelo Inganni, zugeschrieben.

## Leben
Amanzia Guérillot wurde 1828 in Mailand als Mitglied einer Familie geboren, die ursprünglich aus Frankreich stammte. Ihren ersten Zeichenunterricht erhielt sie von ihrem Vater Nicola Guérillot. 1845 wurde der Maler Angelo Inganni ihr Vormund und Lehrer, sie stand ihm zudem häufig Modell. 1847 debütierte Guérillot mit einer Ausstellung in der Accademia di Belle Arti di Brera. Dort zeigte sie die zwei Veduten Veduta del palazzo di Giustizia di Milano und Veduta di localita nelle vicinanze di Brescia chiamata il Taglietto sowie das Seestück Il battelo a vapore Lariano sul lago di Como. Auch in den folgenden Jahren stellte sie Veduten, Porträts, Stillleben, Tier- und Blumenstücke aus. Viele ihrer Werke wurden in Mailand ausgestellt, unter anderem in der Galleria d’arte moderna. Von 1853 bis 1855 gestaltete sie 14 Kreuzwegstationen für die Pfarrkirche Ronco di Gussago. 1856 (oder 1859) heiratete sie Inganni, dessen erste Frau drei Jahre zuvor verstorben war. Nach der Hochzeit zog das Paar in die Nähe von Brescia. Guérillot arbeitete bis zu Ingannis Tod 1881 häufig mit ihm zusammen. So bemalten sie unter anderem gemeinsam Soldaten aus Holz für Türverkleidungen, Holz-Figurinen für ein Schneideratelier, Blumensträuße auf Spiegel, Dosen und Paravents. 1887 heiratete Guérillot in zweiter Ehe den Justizbeamten Lodovico Antoniani, mit dem sie nach Padova zog. Ihr weiteres Wirken ist nicht bekannt.

## Ausstellungen (Auswahl)
- 1847: Accademia di Belle Arti di Brera (Veduta del palazzo di Giustizia di Milano, Veduta di località nelle vicinanze di Brescia chiamata il Taglietto, Il battelo a vapore Lariano sul lago di Como)[3][1]
- 1851: Brera (Veduta della piazza San Sepolcro a Milano)[1]
- 1851: Ausstellung des „österreichischen Kunstvereines“ in Wien (Der Justizpalast in Mailand)[4]
- 1852: Mailand (Schneelandschaft im Sonnenschein, Sonnenaufgang)[4]
- 1854: Gruppenausstellung bei der Società Promotrice delle Belle Arti in Turin[3]

## Werke (Auswahl)
- Veduta della piazza del Duomo di Milano. 1850, Museo di Milano[1]
- Piazza del Duomo e l’isolato del Rebecchino. 1850, Öl auf Leinwand,  76 cm × 60 cm, Museo di Milano[5]
- Un cavallo afferrato da un lupo. 1853
- L’Ambrosiana verso Piazza San Sepolcro a Milano 1853, Öl auf Leinwand, 41 cm × 49,5 cm, Museo di Milano[6]
- Pesci d’ acqua dolce. 1860
- Pesci, frutta e altro. 1863
- Volatili morti, Verdure e pesce, Conigli, Volatili vivi con fiori 1864
- Natura morta con selvaggina. nach 1850, Öl auf Leinwand, 58 cm × 43 cm, Musei Civici di Arte e Storia in Brescia[7]
- Natura morta con pesci e rane. nach 1850, Öl auf Leinwand, 59,5 cm × 44,5 cm, Musei Civici di Arte e Storia in Brescia[8]
- Natura morta con pesci. nach 1850, Öl auf Leinwand, 60 cm × 54 cm, Musei Civici di Arte e Storia in Brescia[9]
- Moro con cavallo. nach 1875, Öl auf Leinwand, 750 cm × 59,5 cm, Musei Civici di Arte e Storia in Brescia[10]
- Carrozza con cocchiere, Öl auf Leinwand, 87 cm × 57 cm, Musei Civici di Arte e Storia in Brescia[11]